# Grishnákh
Grishnakh is een personage in werk van Tolkien. Hij is een dienaar van Sauron, die achter de hobbits Merijn en Pepijn aangaat en probeert hen te doden.
Hij slaagt hier niet in en in het bos Fangorn wordt hij gedood door de ent Boombaard.